# Диоп, Шейх Анта
Шейх Анта Диоп (фр. Cheikh Anta Diop; род. 29 декабря 1923 года в Тейейту; умер 7 февраля 1986 года в Дакаре) — сенегальский общественный деятель, историк доколониальной Африки, лингвист, философ, социолог и физик; доктор социальных наук Парижского университета (специализация по ядерной химии). Идеолог афроцентризма. Выступал со своим проектом Федерального государства Черной Африки. Писатель на языке волоф. Его имя присвоено столичному университету Сенегала (март 1987).
Научные труды Диопа написаны на французском языке, частью переводились на английский, русских переводов нет.
В 1996 году сенегальцы провели в Дакаре конференцию памяти Шейха Анта Диопа: «Африканский ренессанс на заре третьего тысячелетия».

## Основные труды
- «Негритянские нации и культура» / Nations nègres et culture : de l’Antiquité nègre égyptienne aux problèmes culturels de l’Afrique noire d’aujourd’hui. Париж, 1955.
- «Африканское культурное единство» / L`Unite culturelle de L`Afrique Noire. Париж, 1959.
- «Доколониальная Чёрная Африка» / L' Afrique noire pré-coloniale. Étude comparée des systèmes politiques et sociaux de l’Europe et de l’Afrique noire, de l’antiquité à la formation des états modernes. Париж, 1960.
- Les Fondements culturels, techniques et industriels d’un futur État fédéral d’Afrique noire, 1960 ; переиздано Les fondements économiques et culturels d’un État fédéral d’Afrique Noire, 2000.
- The cultural unity of Black Africa. Чикаго, 1978.
- Antériorité des civilisations nègres : mythe ou vérité historique ? Париж, 1967; The african origin of civilization: myth or reality? Нью-Йорк, 1974.
- Parenté génétique de l'égyptien pharaonique et des langues négro-africaines. Дакар-Абиджан, 1977.
- «Цивилизация или варварство» / Civilisation ou barbarie: anthropologie sans complaisance. Париж, 1981; Civilization or barbarism: an authentic antropology. Чикаго, 1991.
- Nouvelles recherches sur l'égyptien ancien et les langues africaines modernes, Парижe, 1988 (посмертно).